# Ospedale psichiatrico di Pergine Valsugana
L'ospedale psichiatrico di Pergine Valsugana è stato una struttura ospedaliera destinata alla degenza di malati mentali del Trentino-Alto Adige, rimasto attivo dalla fine del XIX e per tutto il XX secolo.

## Storia

### L'ospedale austro-ungarico
L'Istituto manicomiale di Pergine nacque il 19 settembre 1882 come istituto pubblico di proprietà della Contea principesca del Tirolo e da questa amministrato. La sua istituzione fu sancita dalla Dieta di Innsbruck nella deliberazione del 12 ottobre 1874, allo scopo di ricoverarvi i pazienti del Tirolo meridionale, ossia i risentirci nell'attuale provincia di Trento. Dopo averne individuato nel 1877 il luogo di edificazione a Pergine Valsugana, vicino a Trento, nel 1879 cominciarono i lavori di costruzione che si protrassero fino al 1881.
L'istituto fu organizzato e gestito secondo le leggi vigenti nell'Impero, come stabilito dall'Ordinanza ministeriale 14 maggio 1874. Negli anni successivi l'ordinaria amministrazione fu sempre afflitta da un cronico problema di sovraffollamento, per cui nel 1905, nel contesto di lavori di ampliamento e adeguamento delle strutture esistenti, furono aperti anche due nuovi padiglioni presso l'originario sito di Maso San Pietro e la vicina colonia agricola di Vigalzano.

### I due conflitti mondiali
Nel marzo 1916, la struttura manicomiale venne trasformata in ospedale militare; i malati psichiatrici vennero trasferiti in altri Istituti dell'Impero austro-ungarico e ritornarono soltanto tra il marzo ed il luglio 1919. Il passaggio dalla legislazione manicomiale austriaca a quella italiana non fu rapido. Nel 1919 si ampliò la competenza territoriale dell'Ospedale di Pergine, che venne a comprendere anche l'Alto Adige. Nell'anno successivo questo assunse la nuova denominazione di "Ospedale provinciale della Venezia Tridentina in Pergine".
Il R.D. 15 marzo 1928 n. 794 assegò la proprietà dell'Istituto alla Provincia di Trento, mentre con il R.D. 31 gennaio 1929 n. 204 venne estesa anche al Trentino la legislazione italiana sui manicomi. Il 26 novembre 1932 il Rettorato provinciale di Trento deliberò un "Regolamento speciale per l'Ospedale psichiatrico della Provincia di Trento in Pergine".
Nel 1936 venne aperta una seconda colonia agricola a Stadio in Alto Adige, che restò sotto la responsabilità dei direttori dell'Ospedale psichiatrico di Pergine fino al 1963.
Durante la seconda guerra mondiale furono trasferiti presso la struttura ospedaliera di Pergine anche l'Ospedale infantile e l'Ospedale civile di Trento, oltre ad un Ospedale militare tedesco ed al Brefotrofio provinciale di Trento. Presso la colonia di Stadio fu invece ospitato il Brefotrofio di Bolzano.

### Il dopoguerra e la chiusura
Il crescente sovraffollamento della struttura portò, a partire dal dopoguerra, ad aprire nuovi reparti (reparto per malati cronici tranquilli, reparto per lavoratori, padiglione "Benedetti").
Un nuovo regolamento speciale per l'Ospedale psichiatrico della Provincia di Trento in Pergine verrà approvato dalla Giunta provinciale con delibera n. 2260 del 30 ottobre 1956.
La deliberazione del direttore generale dell'Azienda provinciale servizi sanitari n. 1314 del 29 ottobre 2002 ha sancito la chiusura dell'Ospedale psichiatrico provinciale di Pergine Valsugana.